# Bastiaan (zwartofficier)
Een bastiaan, zwartofficier, negerofficier of basja was een zwarte opzichter over plantageslaven.
Deze benaming was gebruikelijk in de westelijke Nederlandse koloniën (Nederlands-Guiana en de Antillen). De 'zwartofficier' stond onder de 'blankofficier' (de witte opzichter) of direct onder de plantagedirecteur, met wie hij dus samenwerkte.
Een bekende zwartopzichter was Bastiaan Carpata van Curaçao, die in 1795 brak met zijn baas (Kikkert) en zich aansloot bij de slavenopstand (onder leiding van Tula).